# Arctosa ipsa
Arctosa ipsa är en spindelart som först beskrevs av Karsch 1879.  Arctosa ipsa ingår i släktet Arctosa och familjen vargspindlar. Inga underarter finns listade i Catalogue of Life.

## Bildgalleri

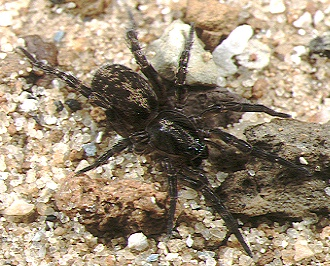